# Id Software
Az id Software egy amerikai videójáték-fejlesztő cég Mesquite, Texasban, Dallas külvárosában. A céget négy volt Softdiskes alkalmazott alapította meg 1991-ben: a programozó John Carmack és John Romero, a játék-tervező Tom Hall és a rajz-művész Adrian Carmack (nincs rokoni kapcsolatban John Carmackkel). Az egyik legbefolyásosabb cégnek tekintik a videójáték-fejlesztő cégek Dallas területén, amiket együttes néven Dallas Gaming Mafiának hívnak.
2009. június 24-én a ZeniMax Media felvásárolta a vállalatot.

## A név eredete
A vállalat neve jelenleg a kisbetűvel írott id Software, amelyből az „id”-t csak egyszerűen „id”-nek ejtünk, úgy mint a magyar „idő” szóban. Az „id” szó egyben egy pszichológiai fogalom is, amit Sigmund Freud mutatott be: az agynak azt a részét jelenti, amely a kellemes érzéseket dolgozza fel. Ez az információ megtalálható a Wolfenstein 3D dokumentációjában is a következő állítással: „az Id, az id, az ego és a superego a pszichében”. Még ma is található az id történelmét leíró oldalon egy közvetlen utalás Freud-ra.
Azonban, amikor a még meg nem alakult id Software a Softdisk-nél dolgozott, akkor a csapat neve Ideas from the Deep volt, amely magyarul „Ötletek a mélyből”-t jelent és a srácok „IFD srácoknak” nevezték magukat a kezdőbetűkből rövidítve. Amikor az IFD le lett rövidítve ID-ra, néhányan azt hitték, hogy a szó kiejtése „áj-dí”. A második Commander Keen résznél a nagy „I” kisbetűs lett, majd ezt követte a nagy „D” betű is, így végül kialakult a mai kisbetűs id Software.

## Cégtörténet
Az id alapítói a Softdisk irodáiban dolgoztak egy havonta megjelenő kiadványon, amelyben olyan játékok is szerepeltek mint például a Dangerous Dave. 1990 szeptemberében John Carmack létrehozta a képernyő-görgetést PC-n. Carmack és Tom Hall késő estig dolgoztak munkahelyükön, hogy átírhassák a nagy sikerű 1990-es NES játékot, a Super Mario Bros 3.-at PC-re, John Romero Dangerous Dave játékát felhasználva, amelynek karaktere helyére a Mario-t szerkesztették be. Amikor Romero meglátta a játék demo-ját „Dangerous Dave in Copyright Infringement” címen (magyarul, „Dangerous Dave Minden Szerzői Jogot Megsért”), rájött, hogy Carmack-nek hála sikerre és hírnévre tehetnének szert. Ezután rögtön „kölcsönvették” a Softdisk számítógépeit, hogy teljesen átírhassák Super Mario Bros 3.-at, azt remélve, hogy majd megveszi tőlük a Nintendo a licencet.
Amikor kész lettek a játékkal, elküldték a Nintendo-nak, de azok csak ennyit válaszoltak a srácok nagy bánatára: „Nem kívánunk PC-n is kiadni játékokat, köszönjük”. Eközben Scott Miller, az Apogee alapítója, nagy nehezen kapcsolatba tudott lépni a csapattal és elmesélte nekik, hogy játszott Romero egyik régebbi játékával a Pyramids of Egypt-tel és nagyon tetszett neki, ezért felajánlott nekik egy szolgáltatást: ha a csapat úgy gondolja, akkor ő nagyon szívesen kiadná a játékaikat shareware formában. Az id Software csapata el is kezdett dolgozni egy saját Mario-szerű játékon, Commander Keen néven. Újra „kölcsönvették” a Softdisk gépeit, majd elmentek Louisiana megye Shreveport nevű városába és ugyanúgy, mint a Super Mario Bros 3. fejlesztésénél, most is kivettek egy apartmant és minden éjjel saját játékukon dolgoztak. 1990. december 14-én megjelent a Commander Keen első része shareware formában a Miller által alapított Apogee-nél. Nem sokkal ezután a Softdisk alkalmazottai észrevették a csalást (a „kölcsönkért” gépeket) és azt javasolták nekik, hogy alapítsanak egy saját vállalatot, viszont a Softdisk adminisztratív csapata megfenyegette őket, hogy elbocsátják őket, ha saját céget hoznak létre. A csapat végül úgy állapodott meg, hogy kéthavonta készítenek egy játékot a cégnek, miközben saját munkájukat végzik. 1991. február 1-jén megalapították az id Software-t.
A shareware-kiadásos megoldást eredetileg az id Software kezdte el először az Apogee-vel megállapodva, olyan termékekre, mint például a Commander Keen sorozat, a Wolfenstein 3D és a Doom. Úgy gondolták, hogy a Commander Keen trilógia első három részét shareware formában adják ki, a maradék többit pedig levélben lehetne megrendelni. Csak később, mikor a Doom II: Hell on Earth jelent meg, adták ki a játékaikat boltokba is, persze akkor már más kiadókkal.
2009. június 24-én a ZeniMax Media bejelentette, hogy felvásárolta a céget, de ez nem lesz semmilyen hatással a kiadandó produkciókra és az id továbbra is ugyanúgy fog működni, mint ahogyan eddig.

### 2020-as felvásárlás
2020. szeptember 21-én a Microsoft bejelentette, hogy megállapodtak a ZeniMax Media és az összes leányvállalatának a felvásárlásáról, amikért összesen 7,5 milliárd amerikai dollár-t fizetnek. A tervek szerint a felvásárlás a 2021-es pénzügyi év második felében fejeződik be. A megállapodás szerint a Providence Equity befektetése több mint hatszorosan térül meg.

## Technológiák
A cég az első kiadott játékánál, a Commander Keen-nél, licencelte először a forráskódot, vagyis a játék motorját, amelyet John Romero talált ki. 1991 nyarán az id minden hétvégén egy összejövetelt szervezett, „id Nyári Szeminárium” néven, ahol a leendő vásárlóikkal találkoztak, mint például Scott Miller, George Broussard, Ken Rogoway, Jim Norwood és Todd Replogle. Egyik este a csapat összerakott egy rögtönzött játékot, amit Wac-Man néven mutattak be. Ezen demonstrálták, hogy nem csak a Keen-motor technikája működik olyan jól, hanem annak belseje is.
Azóta a vállalat licencelte a Keen-motort, a Wolfenstein 3D motorját, a Doom-motort, a Quake, a Quake II és a Quake III Arena motorját és természetesen a Doom 3 motort is. Rengeteg játék készült ezekkel a motorokkal, de a legtöbben mégis a Quake III Arena-ét vásárolták meg.
John Carmack szinte az összes motort kiadta GNU General Public License alatt. Általában mindig akkor adják ki a játék forráskódját, amikor már minimum öt éve megjelent a játék. A Wolfenstein 3D, a Doom és a Quake szinte minden platformon megjelent már, mint például PC-ken, iPod-okon, mobiltelefonokon, PSP-n, Nintendo DS-en, stb. Két jelentős modifikáció készült a Quake-hez: az egyik a DarkPlaces, amely grafikailag és hálózatilag feljavítja az eredeti változatot. A másik fontos projekt az ioquake3 volt, amely kijavítja a hibákat és felfrissíti számos új effekttel a játékot. A Quake III Arena forráskódját 2004 végére ígérték GPL licenc alatt, ám az csak 2005. augusztus 19-én jelent meg. A megjelenés előtt viszont jó pár cég megvásárolta a motort, így kifejlesztették saját játékukat. Amióta az id Software kijelentette, hogy új játékaik az id Tech 5-öt fogják használni, azóta az összes eddigi motort id Tech-nek nevezték el.

## Filmek
2005-ben az id Software elkészíttetett egy filmet a Doom-ról. 2007 augusztusában Todd Hollenshead bejelentette a 2007-es QuakeCon-on, hogy a Return to Castle Wolfenstein című videójátékuknak filmes változata ugyanazzal a producer/író csapattal fog elkészülni, mint a Silent Hill – A halott város című film is, azaz Roger Avary író-rendezővel és Samuel Hadida producerrel.

## Linux
A cég által kiadott játékok linuxos verziói a legnépszerűbbek közé tartoznak a linuxos platformon. A Linux Journal című havilap jó pár id játéknak adott „Olvasói és Szerkesztői-díjat”. A legtöbb id-játék át lett írva Linuxra: Doom (a legelső átírt játék), Quake, Quake II, Quake III Arena, Return to Castle Wolfenstein, Wolfenstein: Enemy Territory, Doom 3, Quake 4 és Enemy Territory: Quake Wars. Amióta a vállalat kiadta régebbi játékainak forráskódjait, azóta azok is elérhetőek Linux-on (úgy mint a Wolfenstein 3D, a Heretic és a HeXen).

## Tagok
Alapító tagok:
- John Carmack – programozó
- John Romero – játéktervező
- Tom Hall – játéktervező
- Adrian Carmack – grafikus

Jelenlegi tagok:

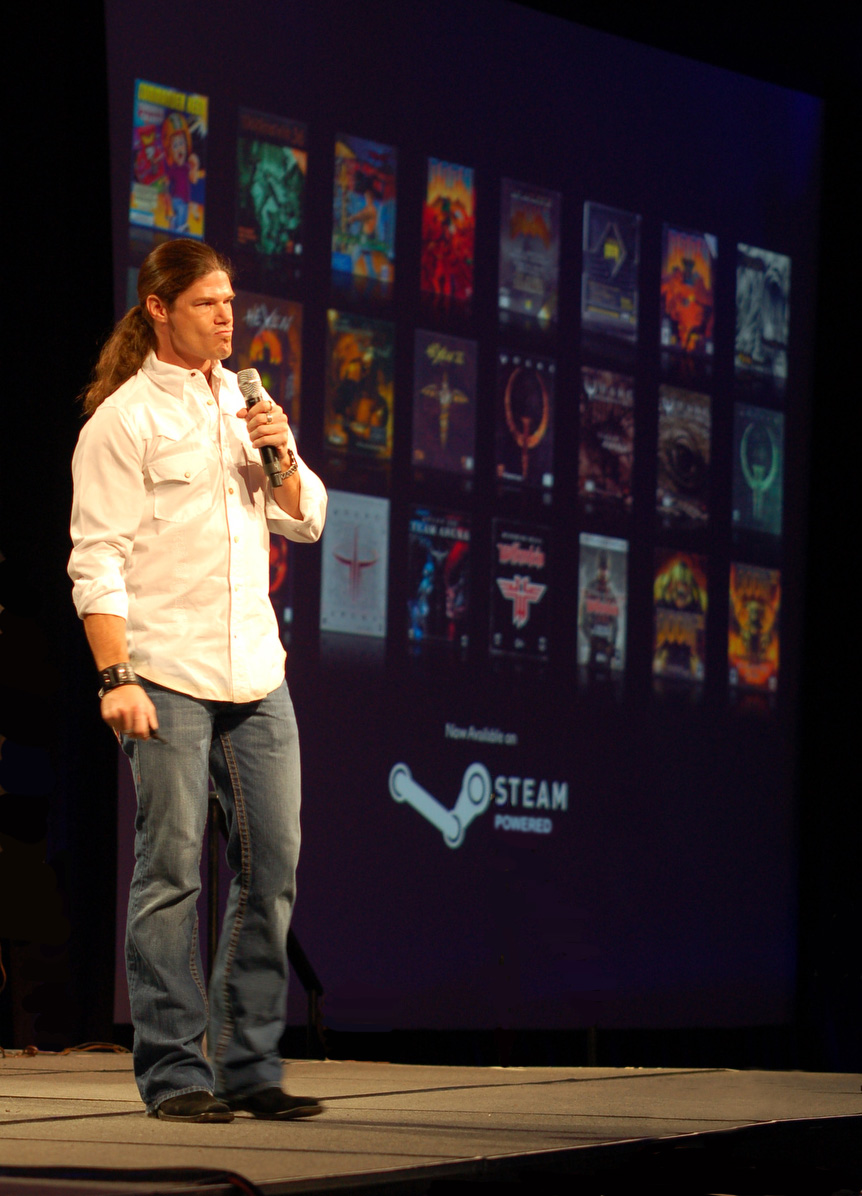
Todd Hollenshead, amint a 2007-es QuakeCon-on tart beszédet

- John Carmack – tulajdonos, fő-programozó
- Kevin Cloud – tulajdonos, tervező
- Tim Willits – tulajdonos, fő designer
- Todd Hollenshead – tulajdonos, vezérigazgató
- Katherine Anna Kang elnök, az id Mobile vezetője

### Kulcsfigurák
2003-ban a Masters of Doom című könyv leírja az id történetét, többek között John Carmack és John Romero egymástól való eltávolodását is. A következő emberek játszottak közre az id sikerében:

#### John Carmack
Az csapat fő programozója John Carmack, aki 3D-s programozói képességei alapján az egyik legjobb a szakmában. Egyike azoknak, akik megalapították a céget és mára ő az egyedüli aki a cégben maradt.

#### John Romero
John Romero a Quake kiadás után eltávozott az id-től és megalapította saját cégét, az Ion Storm-ot. A Daikatana című videójátékának fejlesztése közben rossz hírnevet szerzett magának, mivel a játék nem aratott nagy sikert sem a játékosok, sem a kritikusok körében sem. Romero jelenlegi fő vállalkozása a Cyberathlete Professional League (Kiberatlétikai Professzionális Liga) és jelenleg MMO játékot fejleszt új cégével, a Slipgate Ironworks-szel.

#### Tom Hall
Tom Hall kivált a csapatból még a Doom fejlesztésének kezdetén. Viszonylag kevés időt töltött a játék fejlesztésekor, de azért nyoma maradt munkájának, mivel ő felelt a játékban látható teleportokért. Hall a Doom shareware-béli megjelenése előtt lett elbocsátva, majd az Apogee-hoz ment át, hogy a Rise of the Triad-ot fejleszthesse. Mikor azt befejezte, rájött, hogy nem való a Prey-t fejlesztő csapatba, az Apogee-ba, ezért Romero csapatába, az Ion Storm-ba ment át. Gyakran mondogatta, hogy ha az id eladja neki a Commander Keen jogait, akkor belefog egy másik Commander Keen játék fejlesztésébe.

#### American McGee
American McGee volt a Doom II, a The Ultimate Doom, a Quake és a Quake II vezető pályatervezője. Miután ő is kivált az id-től a Quake II fejlesztése közben, a Rogue Entertainment nevű fejlesztő csapathoz ment át és elkezdett saját játékán, az American McGee's Alice-en dolgozni. A Rogue Entertainment ugyanabban az épületben dolgozott, mint az id Software. Mikor a Rogue feloszlott, McGee saját cégének, a The Mauretania Import Export Company-nek lett az elnöke, ahol a Bad Day L.A. nevű – nem túl sikeres – játékon munkálkodott.

## Játékok
A következő időrendben elhelyezett játékokat az id Software fejlesztette:
- 1988 – Dangerous Dave
- 1990–1991 – Commander Keen sorozatok
  - 1990 – Episode 1: Marooned on Mars
  - 1991 – Episode 2: The Earth Explodes
  - 1991 – Episode 3: Keen Must Die
  - 1991 – Keen Dreams
  - 1991 – Episode 4: Secret of the Oracle
  - 1991 – Episode 5: The Armageddon Machine
  - 1991 – Episode 6: Aliens Ate My Baby Sitter
- 1991 – Dangerous Dave in the Haunted Mansion
- 1991 – Rescue Rover
- 1991 – Rescue Rover 2
- 1991 – Shadow Knights
- 1991 – Hovertank 3D
- 1991 – Catacomb 3D: A New Dimension
- 1992 – Wolfenstein 3D
  - 1992 – Spear of Destiny
- 1993 – Doom
  - 1995 – The Ultimate Doom
- 1994 – Doom II: Hell on Earth
  - 1995 – Master Levels for Doom II
  - 1996 – Final Doom
- 1996 – Quake
- 1997 – Quake 2
- 1999 – Quake III Arena
  - 2000 – Quake III Arena: Team Arena
- 2004 – Doom 3
  - 2005 – Doom 3: Resurrection of Evil
- 2009 – Quake Live
- 2011 – Rage
- 2016 – Doom 2016

## Külső hivatkozások
- Hivatalos oldal (angolul)
- Interjú az alkalmazottakkal (angolul)
- A cégnél (HD video és képek) (angolul)